# Markham College
El Colegio Markham, o Markham College, es una institución escolar privada peruana ubicada en la ciudad de Lima, capital del Perú. Fue fundado en 1946 por inmigrantes británicos. La institución promueve una combinación de educación peruana y británica. Cuenta con aproximadamente 2000 alumnos entre las edades de 3-18 años. El colegio tiene dos sedes ubicadas en los distritos de Miraflores y Santiago de Surco. 
El colegio sigue un currículum educativo tanto peruano como británico, ya que cuenta con el programa del IGCSE proporcionado por la Universidad de Cambridge y el programa del Diploma del Bachillerato Internacional (IB). Todos los alumnos se inscriben para el Preliminary English Test en quinto de primaria y para el First Certificate in English a la edad de 13 años. Aquellos alumnos que no siguen el programa de IB rinden el Certificate in Advanced English en quinto de secundaria.
Los estudiantes, según el modelo británico, están agrupados en cuatro Houses o Casas: Cochrane (rojo), Guise (azul), Miller (verde) y Rowcroft (amarillo), en honor al almirante Lord Thomas Cochrane, al vicealmirante Martin Guise, al general Guillermo Miller (todos figuras militares que participaron en la independencia del Perú) y al primer diplomático británico en Perú, Charles Thomas Rowcroft, respectivamente. 
Los alumnos son llamados Markhamians y los exalumnos como Old Markhamians.

## Origen del nombre
El colegio recibe su nombre del explorador, botánico y geógrafo británico del siglo XIX: Sir Clements Robert Markham, quien realizó dos viajes al Perú: el primero, de 1852 a 1853, financiado por su padre, y el segundo, de 1859 a 1861, denominado como Misión Cinchona, cuyo objetivo era obtener especies de árboles del género Cinchona (del cual se deriva la quinina) para introducirlos en India, romper el monopolio comercial peruano a favor del Imperio británico, y combatir la malaria. La misión tuvo éxito y Markham recibió un bono de £ 3000 (valorizados en 282 000 libras esterlinas al 2021) por parte del Gobierno Británico.

## Historia

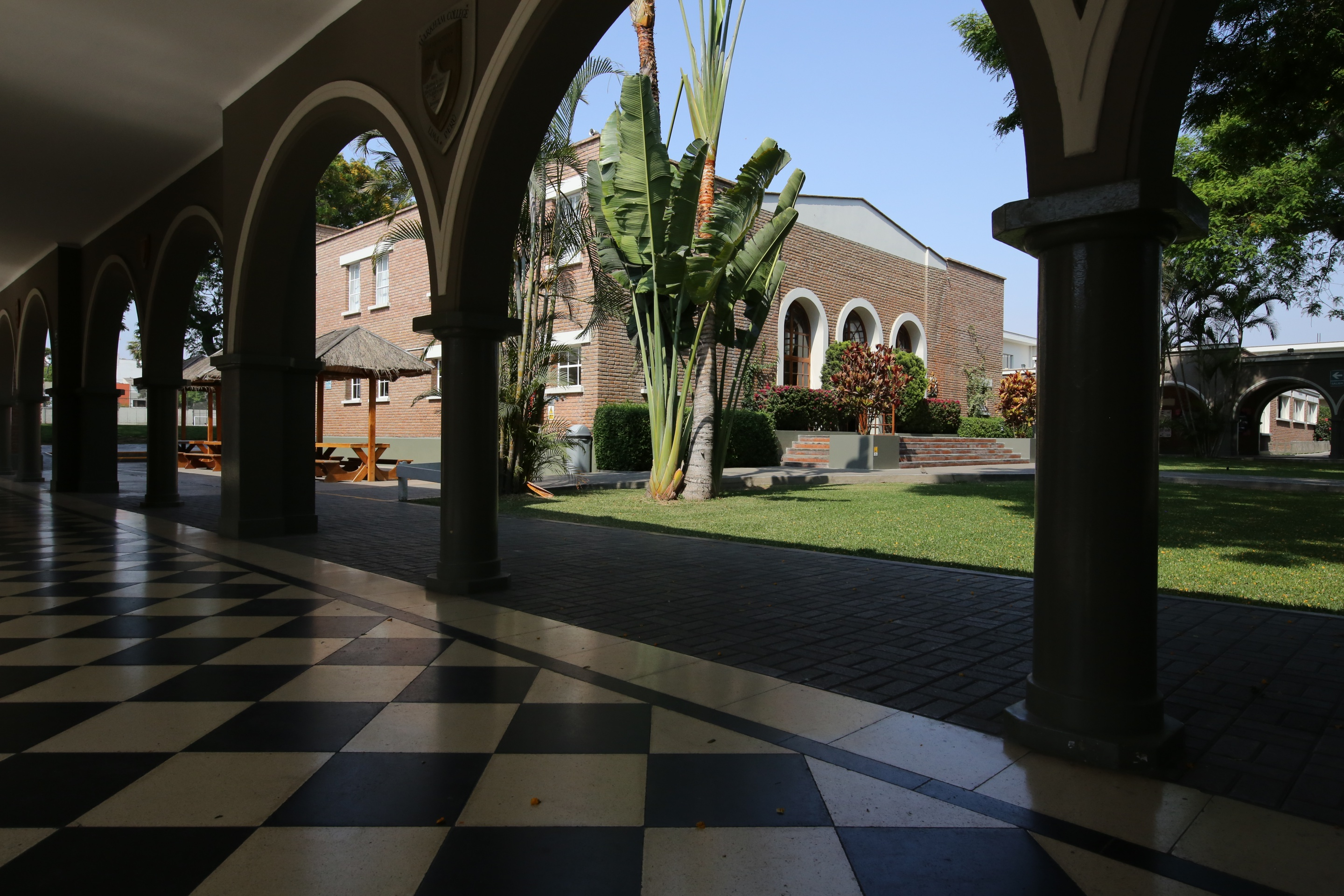
La Biblioteca Pinchbeck

En 1945 un grupo de anglo-peruanos fundó la British Educational Association of Peru con el fin de crear un colegio británico en Lima. Al año siguiente, con ayuda del Consejo Británico, se construyó el colegio en el distrito de Miraflores y en marzo de ese año empezó a recibir sus primeros alumnos.
En 1978 contaba con alrededor de 1,200 estudiantes, por lo que fue necesario adquirir un segundo local. La transferencia de la escuela primaria (Lower School) al nuevo local en Monterrico, dentro del distrito de Santiago de Surco, se inició al año siguiente, en 1979.
A partir de 1992, el colegio se convirtió en coeducacional y empezó a admitir niñas. En 2004, el colegio pasó a formar parte de Round Square, una asociación mundial que alberga más de 80 escuelas. Además, el colegio es miembro del G20 Schools Group, asociación de escuelas secundarias, y del Latin American Heads Conference, asociación que alberga a otros colegios peruanos. 
En el 2004 se fundó también el Patronato Markham, organización sin fines de lucro que busca promover proyectos educativos y sociales.
En el 2024, se terminó la remodelación del local de primaria después de 2 años de construcción.
En la actualidad el colegio alberga alrededor de 2,000 alumnos de 34 países.

## Controversias
En julio de 2018 un alumno de la institución fue acusado de violar en una fiesta privada a una menor de edad de 15 años de nacionalidad estadounidense proveniente de un intercambio escolar. El caso fue ampliamente cubierto en los medios incluyendo entrevistas con la periodista Cecilia Valenzuela en el diario Perú21, y Beto Ortiz  en su programa Beto a saber.